# Stutzheim-Offenheim
Stutzheim-Offenheim es una localidad y comuna francesa, situada en el departamento de Bajo Rin en la región de Alsacia. 

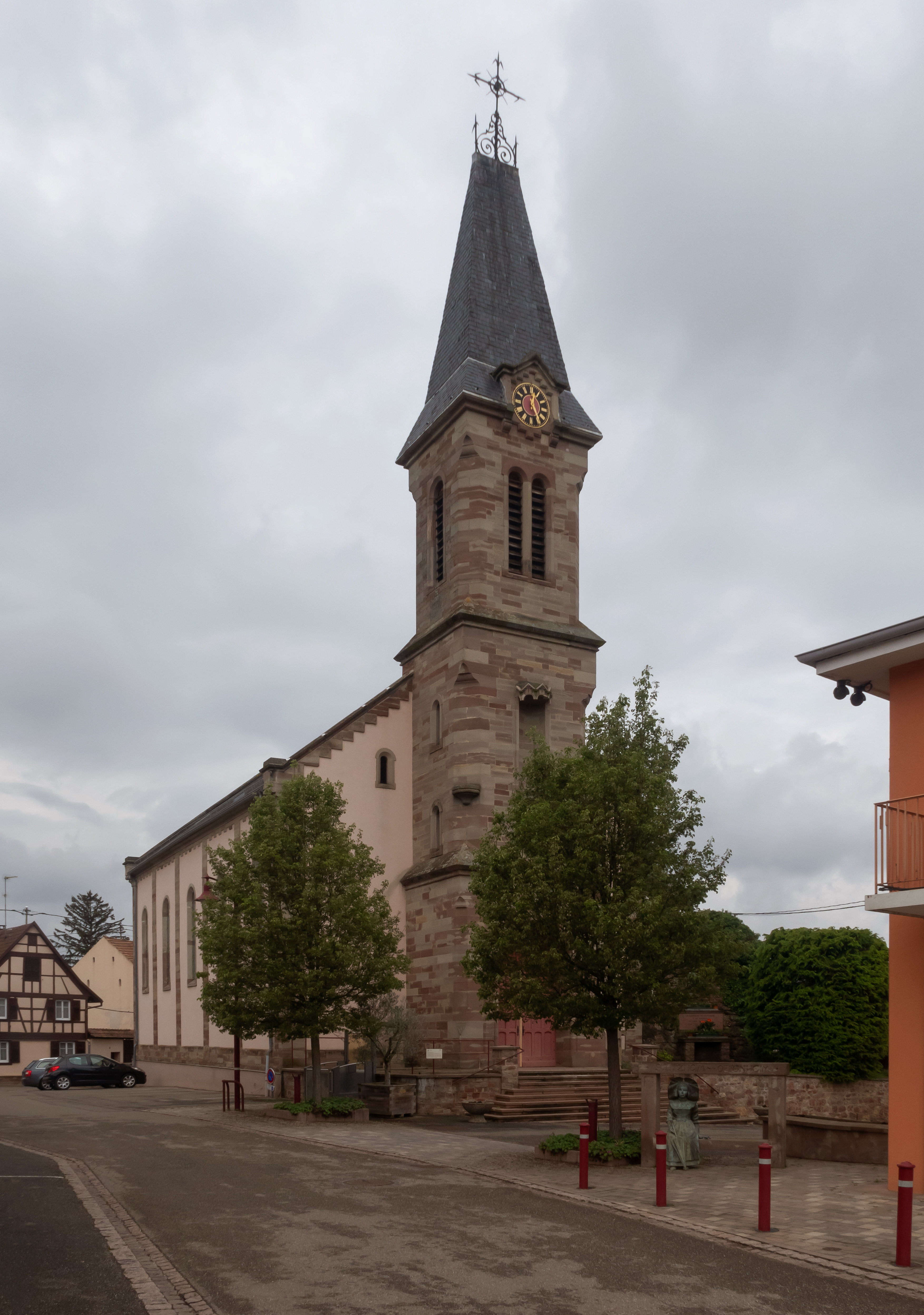
Stutzheim, ka iglesia: l'église Saints-Pierre-et-Paul

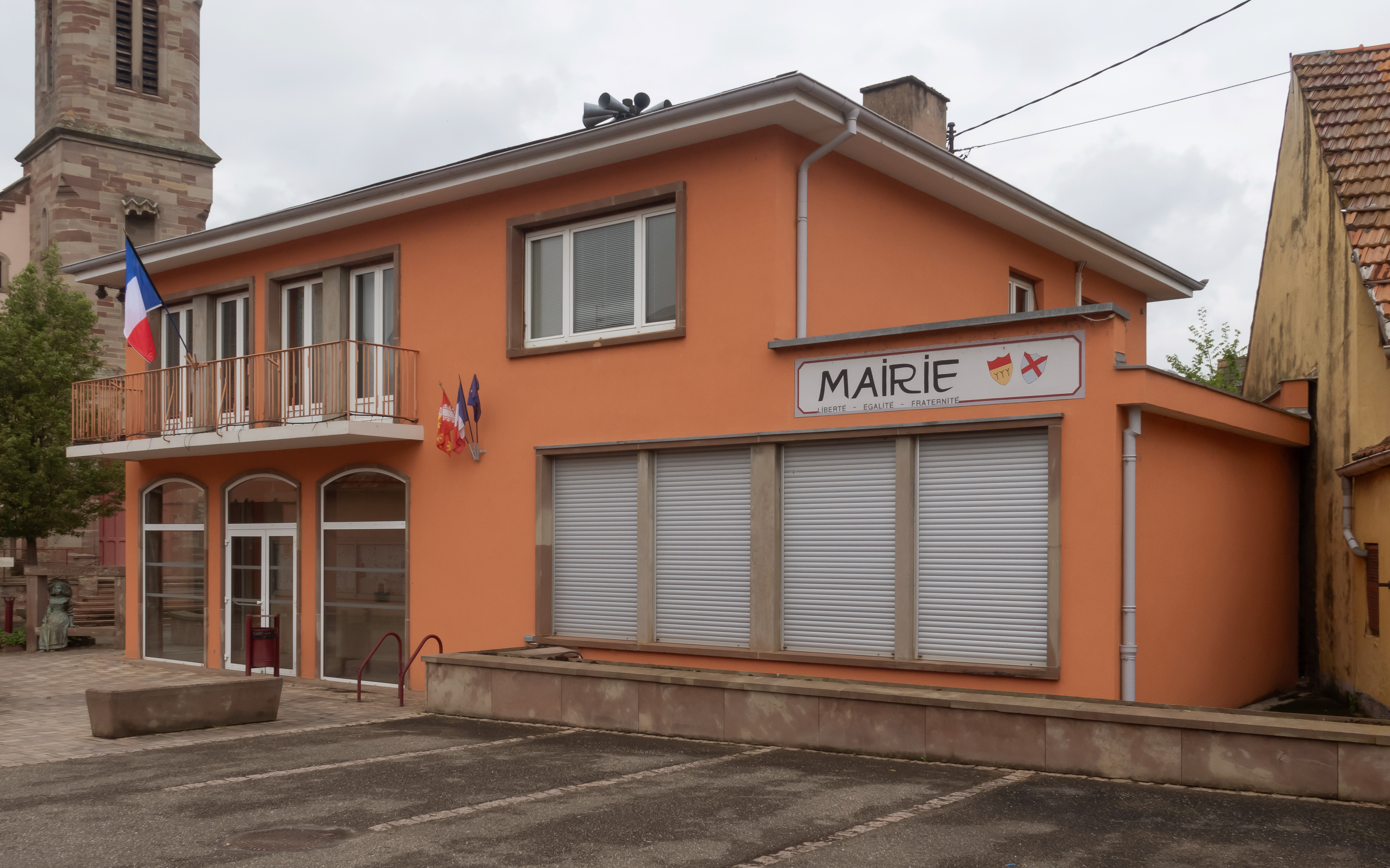
Stutzheim, el ayuntamiento

## Demografía
| 451 | 469 | 535 | 634 | 982 | 1 426 |
| Para los censos de 1962 a 1999 la población legal corresponde a la población sin duplicidades (Fuente: INSEE [Consultar]) |     |     |     |     |       |